# 檔案管理人員和行政人員協會

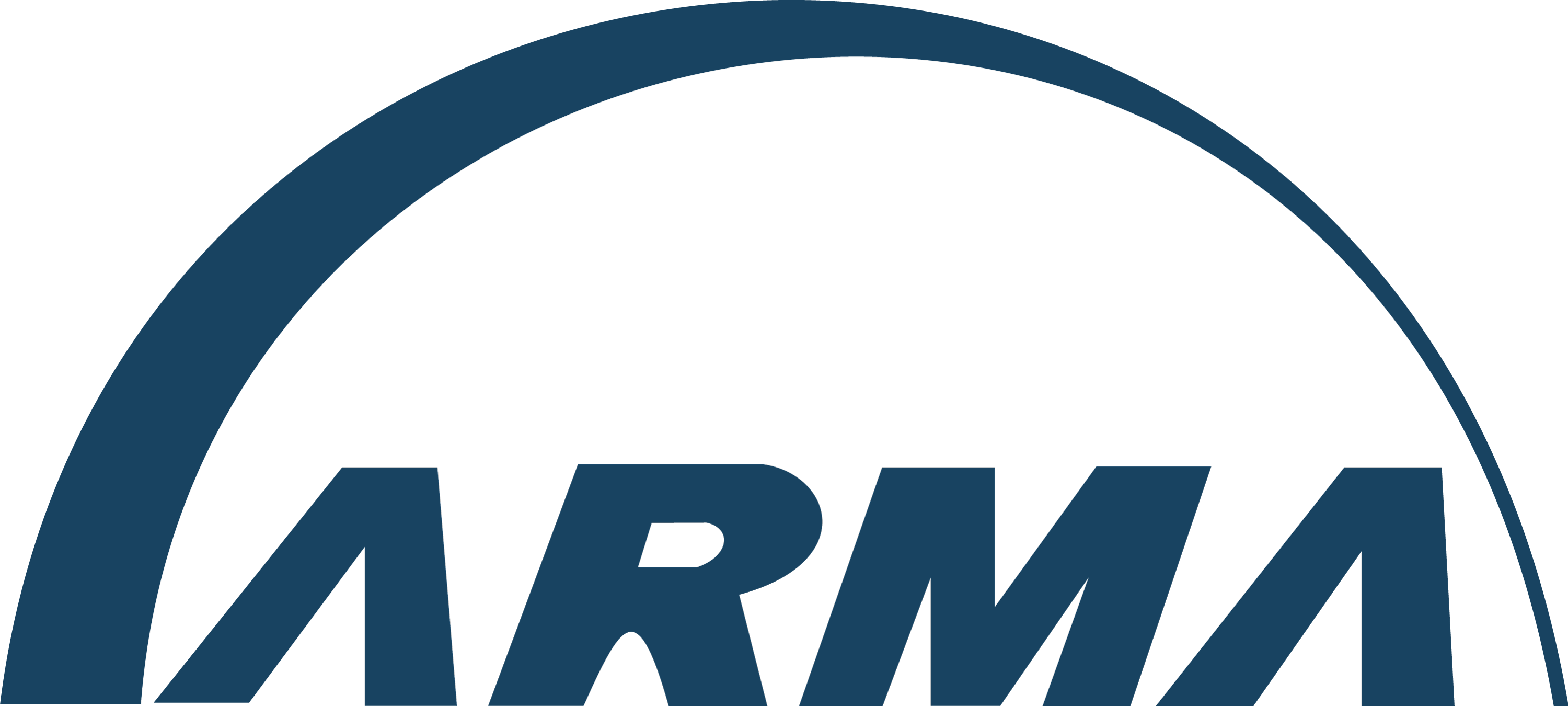
檔案管理人員和行政人員協會的标志

檔案管理人員和行政人員協會（Association of Records Managers and Administrators，ARMA）是美國一個管理檔案資訊的非營利協會。此協會提供無價的資源，例如：立法與管理更新、標準和最佳實踐、技術的趨勢和應用、現場和網路為基礎的教育、市場新聞與分析、書和影片相關檔案資訊的管理、一萬筆以上全球的專業檔案管理及資訊、ARMA相關的影片等。
協會內大約有一萬名會員，包括檔案經理、檔案管理者、公司圖書管理員、圖像專家、法律專家、資訊科技經理、顧問、教育家等，這些人在三十餘個不同的國家（例如美國、加拿大）不同的產業工作，包括政府機關、法律、醫療保健、金融服務和石油產業等。

## 歷史
- 1955年：協會成立。
- 1975年：the Association of Records Executives and Administrators (AREA)與the American Records Management Association合併，成為現在的檔案管理人員和行政人員協會。目前總部設在美國堪薩斯州歐弗蘭帕克。

## 出版品
- 期刊：《資訊管理學報》（The Information Management Journal），是為了管理檔案和資訊的專家所發行的專業期刊。每兩個月發行一次，內容以檔案資訊管理學議題為主，也包括市場新聞與分析。
- 圖書：檔案資訊管理相關之標準和指南。對國際檔案管理標準（ISO-15489）是一個關鍵的貢獻。

## 外部連結
- ARMA International （页面存档备份，存于） （英文）